# 馬事公苑花の15期生
馬事公苑花の15期生（ばじこうえんはなの15きせい）とは、馬事公苑において第15期長期騎手講習（1964年 - 1966年）を経て中央競馬の騎手となった者の総称である。競馬の世界では単に「花の15期生」というとこの者たちを指すこともある。

## 解説
1964年に15期生として馬事公苑に入苑したのは16名で、うち騎手となった者が14名、調教助手として競馬サークル内に残った者が1名、競馬とは関係ない仕事に就いた者が1名となっている。
15期生からは岡部幸雄、柴田政人、伊藤正徳の3人の東京優駿（日本ダービー）優勝騎手、不世出の天才と呼ばれた騎手顕彰者・福永洋一など、有能な騎手を数多く輩出した。その一方で、競走中に発生した落馬事故が直接の原因となって石井正善、佐藤政男の2名が殉職、福永洋一、柴田政人らが落馬による怪我がもとで騎手を引退しているなど、華やかさと同時にある種の悲劇性をも持ち併せている世代である。
岡部・柴田・福永の3人は中央競馬の全国リーディングジョッキー、騎手顕彰者になっているが、そのような例は騎手養成機関が競馬学校に移って以降を含め、ほかの年度にはみられない。また15期生は毎年同窓会を開くなど仲がよいが、彼らを取材した作家の木村幸治によればこれも「特殊例らしい」のだという。

## 馬事公苑花の15期生騎手一覧
16名中、騎手となった14名は以下のとおり。このうちデビューがもっとも早かったのは岡部、柴田、石井の3名である。ただし、騎手引退後調教師に転業したのは柴田、伊藤、作田の3人のみである（2022年時点で全員が調教師を定年・引退している）。
- 岡部幸雄
- 柴田政人 - 兄は柴田政見、弟は柴田利秋
- 福永洋一 - 兄は福永甲、福永二三雄（大井）、福永尚武（船橋）、息子は福永祐一
- 伊藤正徳 - 父は伊藤正四郎
- 星野信幸
- 目黒正徳
- 作田誠二 - 義兄は武永祥(同期入苑)
- 日高三代喜
- 丸山雅夫
- 武永祥 - 父は武平三、兄は武宏平、息子は武英智、従兄弟は武邦彦、従甥は武豊、武幸四郎(共に邦彦の息子)、義弟は作田誠二(同期入苑)
- 吉永良人 - 兄は吉永正人
- 石井正善
- 佐藤政男
- 古賀俊次

## 花の15期生以外の黄金世代
中央競馬の競馬学校第12期騎手課程の出身者は、その中に福永洋一の息子である福永祐一など、15期生に匹敵する話題性と活躍騎手がいることや、その祐一が三冠を達成して、結果的に15期生と同様に三冠騎手を出したなどの共通点もあることなどから、花の15期生になぞらえて「競馬学校花の12期生」と称されることがある。また1966年デビューの馬事公苑14期生騎手もこの15期生同様、多数の実力者を輩出しているという共通点がある。
また、トウメイやメジロモンスニーに騎乗し活躍した清水英次は短期騎手課程（現在は廃止）の4期生で、15期生と共に1967年にデビューした。